# Psammopolycystis bredungensis
Psammopolycystis bredungensis är en plattmaskart som beskrevs av Tor Karling 1956. Psammopolycystis bredungensis ingår i släktet Psammopolycystis och familjen Polycystididae. Arten är reproducerande i Sverige. Inga underarter finns listade i Catalogue of Life.